# Cantón de Montret
El cantón de Montret era una división administrativa francesa, que estaba situada en el departamento de Saona y Loira y la región de Borgoña.

## Composición
El cantón estaba formado por nueve comunas:
- Juif
- La Frette
- Montret
- Saint-André-en-Bresse
- Saint-Étienne-en-Bresse
- Saint-Vincent-en-Bresse
- Savigny-sur-Seille
- Simard
- Vérissey

## Supresión del cantón de Montret
En aplicación del Decreto nº 2014-182 de 18 de febrero de 2014, el cantón de Montret fue suprimido el 22 de marzo de 2015 y sus 9 comunas pasaron a formar parte; siete del nuevo cantón de Louhans y dos del nuevo cantón de Cuiseaux.